# Иранское общество генетики
Иранское общество генетики (перс. انجمن ژنتیک ایران‎) — одно из научных обществ Ирана, созданное для развития генетики в стране с целью её разностороннего практического использования.

## Краткая история и структура
Иранское общество генетики было создано в 1966 г. по предложению и при поддержке доктора Пезешкпура Мусташфи. Поначалу Общество состояло из четырёх групп при институтах ветеринарии, а также сельскохозяйственных и медицинских наук, и его конференции проводились в рамках ежегодного детского конгресса. Затем в период с 1968 по 1978 гг. было проведено семь независимых научных конгрессов в Тегеране, Мешхеде, Исфахане, Тебризе, Ширазе и Ахвазе.

После  Революции, особенно в период  Ирано-иракской войны, было закрыто более двух десятков направлений деятельности Общества. В те годы во всём мире генетика быстро развивалась, однако многие аспекты этой отрасли в Иране оказались неизвестны. В этой связи в 1999 г. образовалась группа заинтересованных учёных, которая, подготовив устав, приступила к переформированию Общества. В действительности этот шаг был очередной попыткой продолжить организованную деятельность учёных-генетиков прошедших двух десятилетий. В 2000 г. Общество было зарегистрировано в  Министерстве науки, исследований и технологий, а затем — в Управлении регистрации компаний и промышленного имущества.

## Направления работы Общества
1. Генетика человека (медицинская)

2. Генетика растений

3. Генетика животных (ветеринарная)

4. Генетика прокариот

5. Генетические ресурсы

6. Стволовые клетки

7. Обучение студентов

## Задачи и программы
1. Создание учреждения, объединяющего различных специалистов в области генетики.

2. Представление Общества в официальных органах власти страны как консультанта по выработке стратегий в области генетики.

3. Надзор Общества, как негосударственного органа, за различными направлениями государственной и негосударственной деятельности с позиций генетики в рамках специализированных групп.

4. Информирование и обеспечение всеобщего обучения по проблемам генетики.

5. Информирование членов Общества, в том числе представление бюджетных ресурсов через издание информационного бюллетеня и электронную рассылку.

6. Проведение ежегодных конференций на национальном, региональном и международном уровнях.

7. Налаживание связи и двустороннего сотрудничества с научными центрами.

8. Публикация книг, научных периодических изданий и учебников, содержащих сведения по генетике (особенно через специализированные группы).

9. Содействие в создании общественных правозащитных организаций для работы с такими проблемами, как генетические болезни.

## Деятельность Общества
1. Контроль за состоянием генетики

В соответствии с Перспективным планом развития страны и стратегией вице-президента Ирана по науке и технологиям, продиктованной необходимостью в организованном управлении и контроле за развитием науки, в 2009 г. Иранское общество генетики включило в свою рабочую программу оценку состояния генетической науки в Иране. На основании собранных данных было проанализировано и оценено состояние генетики в стране. После выявления сильных и слабых сторон были выдвинуты предложения относительно будущего.

2. Стандарт в области цитогенетики

В документе собраны профессиональные инструкции относительно стандартов предоставления услуг по цитогенетическим лабораторным исследованиям. В период аккумуляции этих рекомендаций было изучено большое число профессиональных стандартов стран Европы и Северной Америки, и с учётом существующих в стране условий и возможностей были подготовлены принципы предоставления подобного рода услуг в Иране.